# Синдром куване жабе
Синдром куване жабе је израз метафора, који се користи да опише ситуацију када нека особа или народ живи у условима који су објективно неприхватљиви и/или неиздрживи, али се то не региструје из разлога што се у ту ситуацију доспеле постепено, корак по корак, привикавајући се на сваку појединачну промену, а не нагло.

## Понашање жабе
Претпоставка је да би жаба убачена у посуду испуњену врелом водом одмах из ње искочила. Уколико би се пак жаба убацила у посуду испуњену хладном водом, она би у њој остала. Ако би ту воду, затом загревали сасвим лагано и постепено, жаба би у води остала и била би скувана.
Такво мишљење се темељи на неколико научних експеримената изведених на жабама током 19. века , док неки од модерних истраживача овакве експерименте и њихове резултате оспоравају 